# Kamëz
Kamëz (também conhecida como Kamza ou Kambëza) é uma cidade e município (em albanês:  baskia) da Albânia localizado no distrito de Tirana, prefeitura de Tirana. Está localizada 7 km ao norte de Tirana.

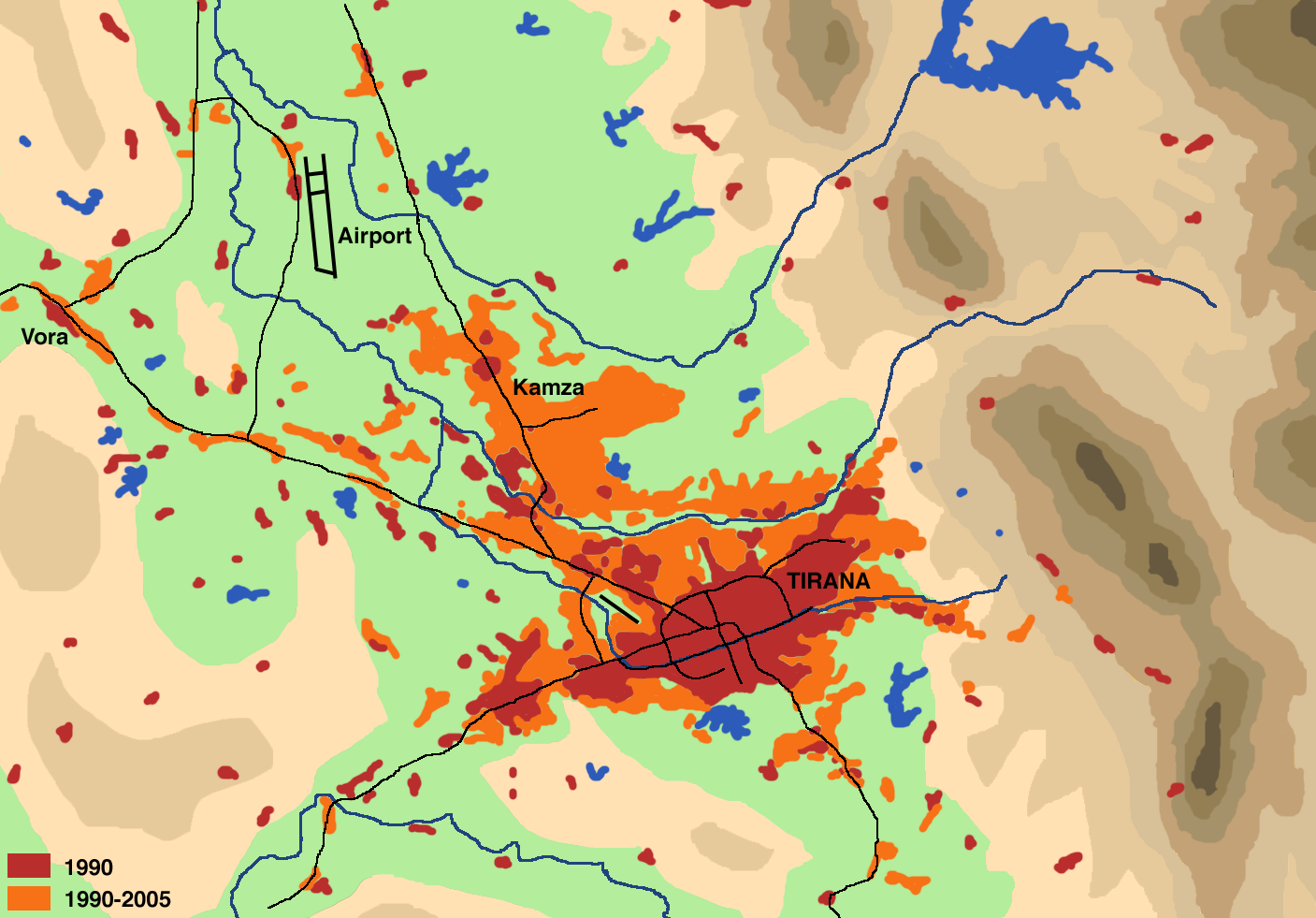
Expansão da malha urbana de Tirana de 1990 a 2005

De 1990 a 2005, a expansão da malha urbana de Tirana, integrou Kamëz à conurbação.